# Touffreville-la-Corbeline
Touffreville-la-Corbeline è un comune francese di 787 abitanti situato nel dipartimento della Senna Marittima nella regione della Normandia.

## Società

### Evoluzione demografica
Abitanti censiti